# Филип Ернст фон Мансфелд-Артерн
Филип Ернст фон Мансфелд-Артерн (на немски: Philipp Ernst Graf von Mansfeld-Artern; * 11 май 1560; † 15 септември 1631 в Торгау) е граф на Мансфелд-Фордерорт, господар на Артерн, Тюрингия, хауптман на курфюрство Саксония в Лайпциг и Айленбург в Саксония.
Той е третият син (от седем деца) на граф Йохан Хойер II фон Мансфелд-Фордерорт (1525 – 1585), господар на Артерн, и съпругата му Марта фон Мансфелд-Хинтерорт (* ок. 1536; † 17 април 1585), дъщеря на граф Албрехт VII фон Мансфелд-Хинтерорт († 1560) и графиня Анна фон Хонщайн-Клетенберг († 1559).
Филип Ернст фон Мансфелд-Артерн умира бездетен на 71 години на 15 септември 1631 г. в Торгау, Лайпциг, и е погребан на 16 юли 1632 г. в църквата „Бергкирхе“ в Айленбург, Саксония. С него линията изчезва.

## Фамилия
Филип Ернст фон Мансфелд-Артерн се жени на 20 юли 1613 г. в Айленбург за графиня Ева фон Ройс-Плауен (* 31 май 1593; † 4 юли 1636, Артерн, погребана в църквата Бергкирхе в Айленбург), дъщеря на граф Хайнрих V Роус-Грайц (1549 – 1604) и Мария фон Шьонбург-Валденбург (1565 – 1628). Те нямат деца.